# Sophronica rufotibialis
Sophronica rufotibialis là một loài bọ cánh cứng trong họ Cerambycidae.